# Уамуэ

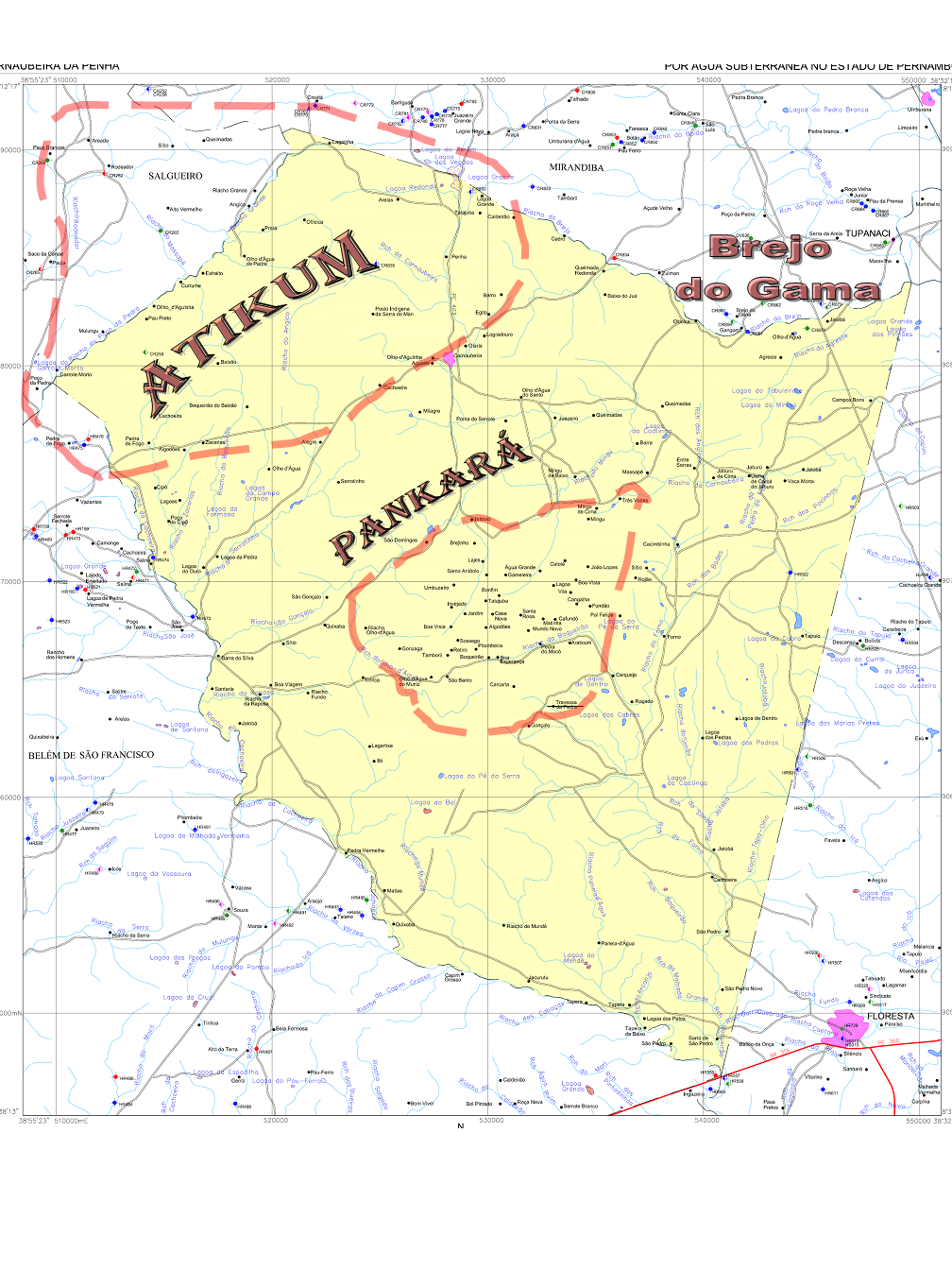
Ареал распространения языка

Уамуэ́ (Araticum, Aticum, Atikum, Huamoé, Huamoi, Huamuê, Uame, Uamué, Umã, Wamoe, Wamoé) — мёртвый неклассифицированный язык, который раньше был распространён в городе Флореста штата Пернамбуку в Бразилии. В настоящее время народ атикум (уамуэ) говорит на португальском языке.